# Mariakapel (IJzeren)

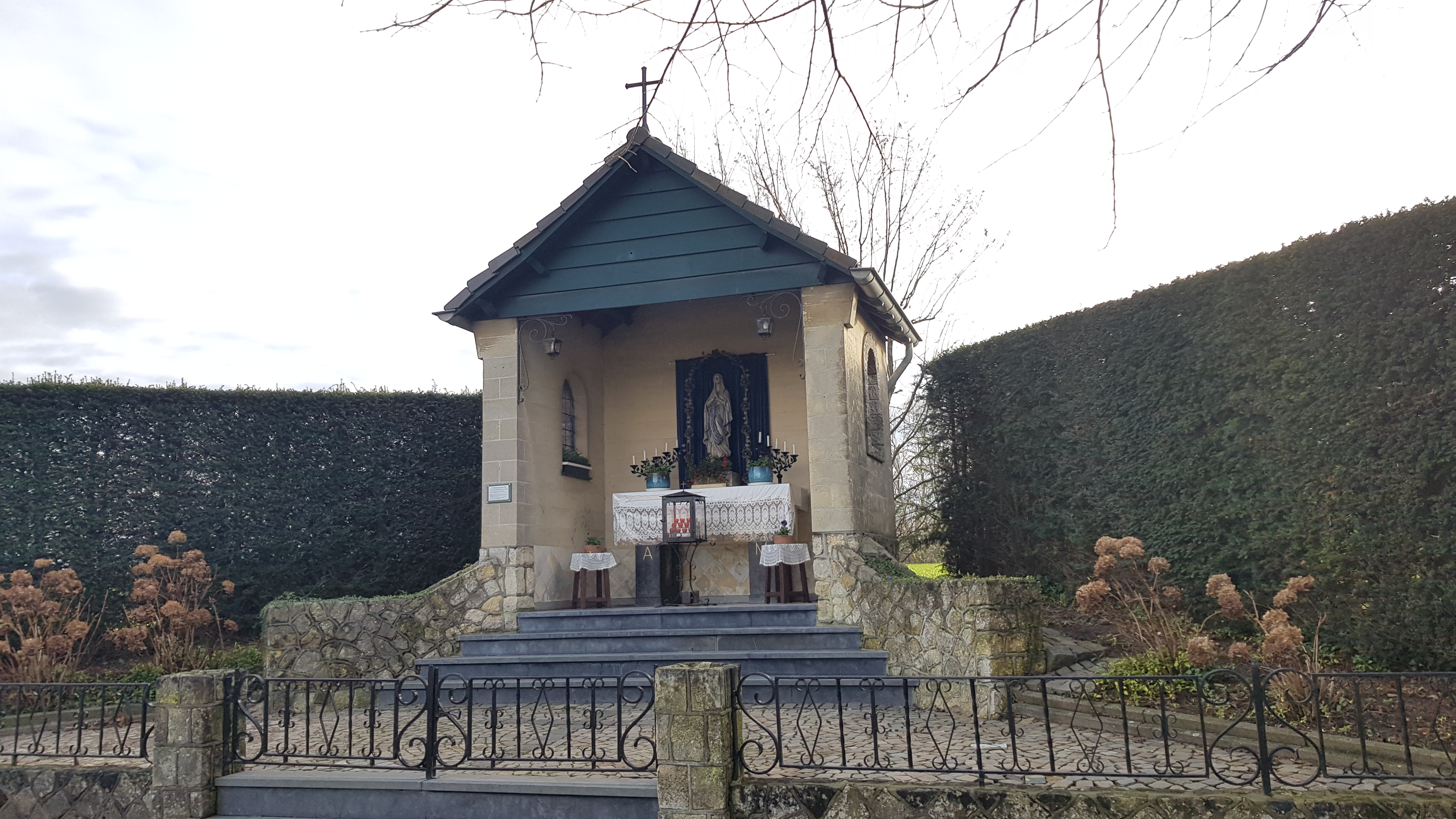
De Mariakapel

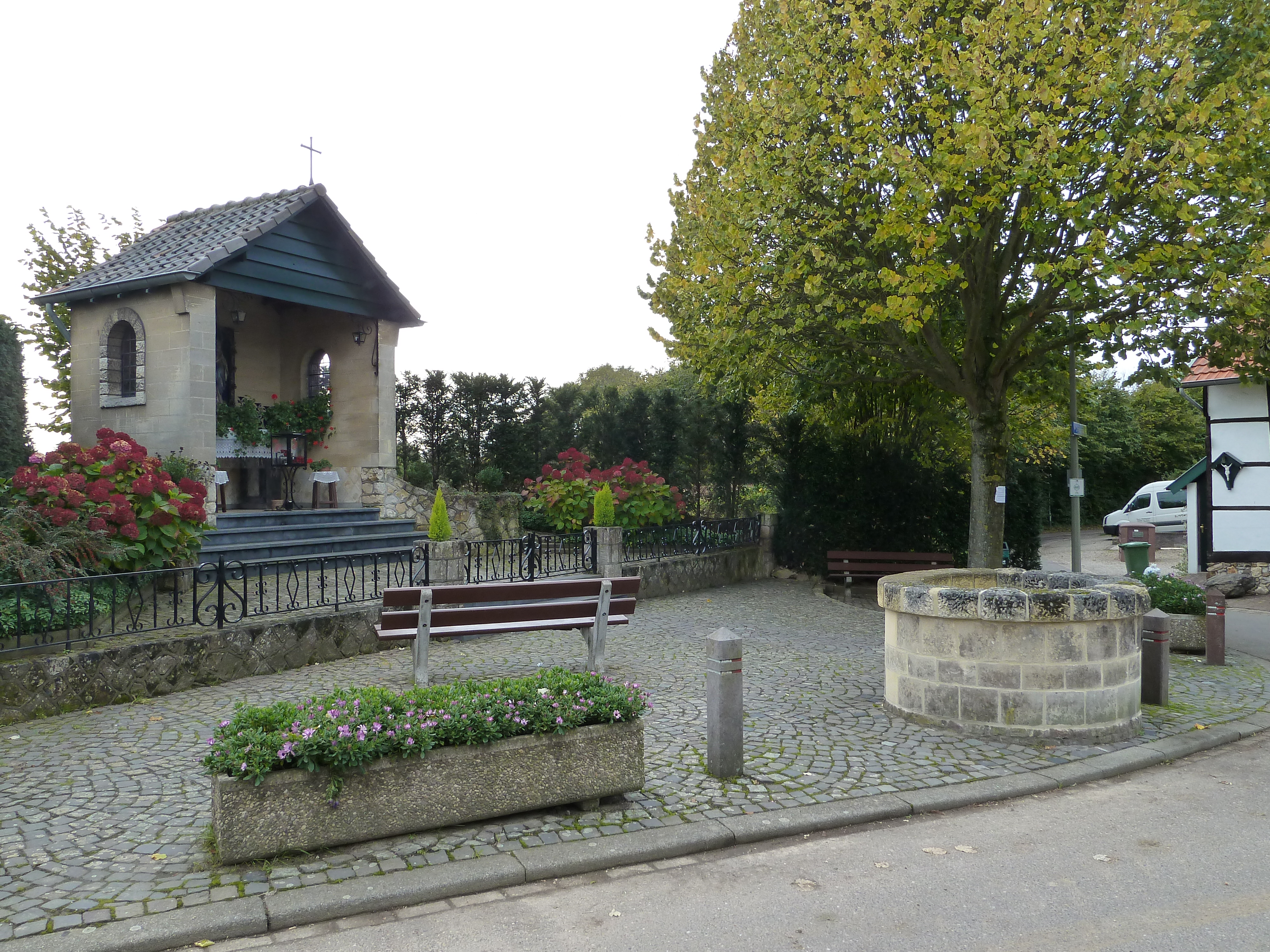
Mariakapel met waterput

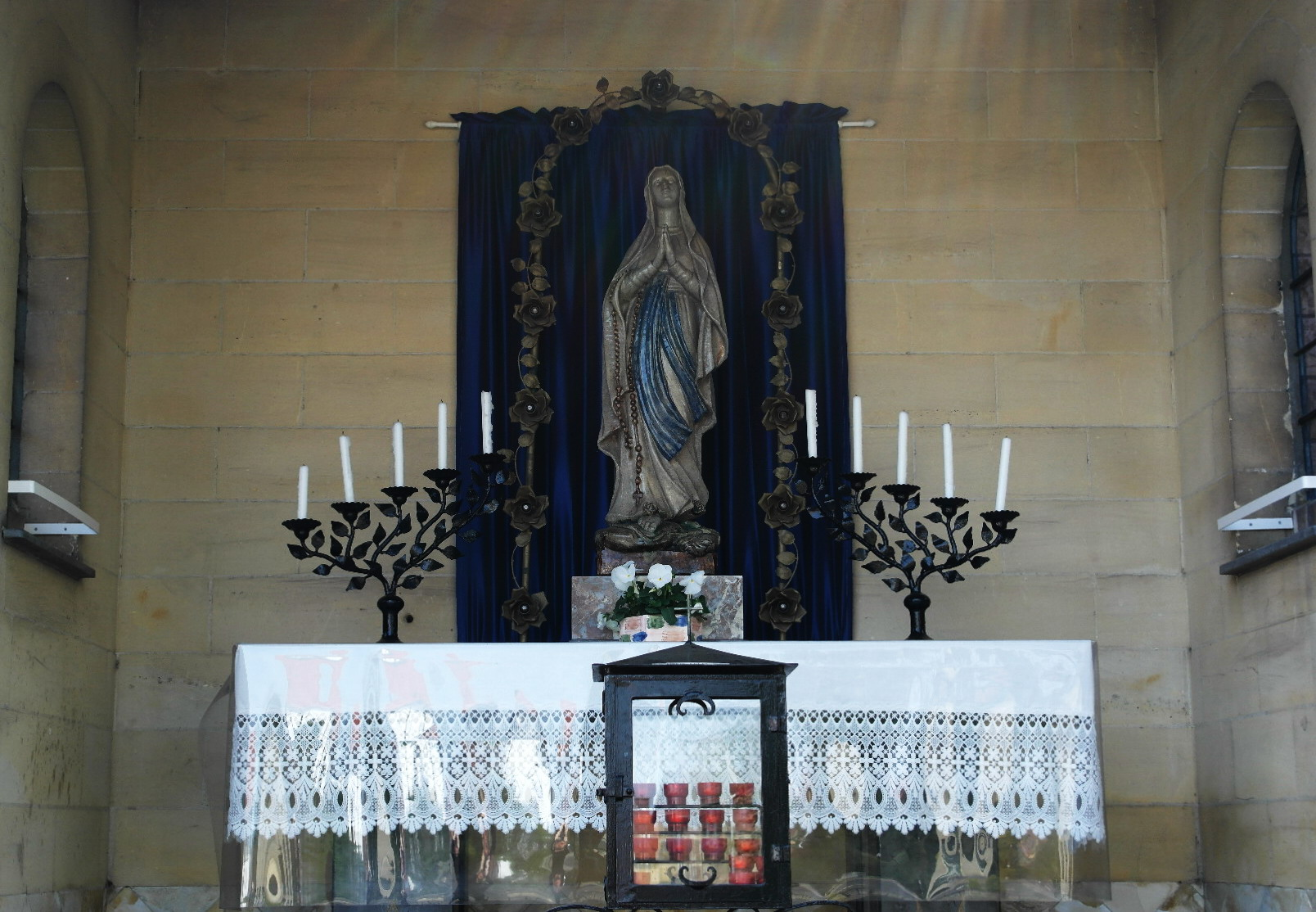
Mariabeeldje in de kapel

De Mariakapel is een wegkapel in IJzeren in de Nederlands Zuid-Limburgse gemeente Valkenburg aan de Geul. De kapel staat aan de splitsing van de wegen Limietstraat en Kapelstraat aan de zuidkant van het gehucht, gelegen hoog op het Plateau van Margraten.
De kapel is gewijd aan Maria. Voor de kapel ligt een oude waterput.

## Geschiedenis
In 1950 werd het puthuis van de waterput ter plaatse afgebroken en verdween de put onder de grond.
In 1955 werd de kapel gebouwd. Op deze plaats stond tot 1955 een oude linde waar men met de sacramentsprocessie een rustaltaar plaatste.
In 1995 werd met het veertigjarig bestaan van de kapel de waterput hersteld.

## Gebouw
De kapel is een open kapel op een rechthoekig plattegrond met zadeldak en staat op een verhoging. Het bouwwerk is opgetrokken in mergelsteen met een plint van kunradersteen. Voor de kapel liggen er vier toegangstreden en een kunraderstenen muurtje met smeedijzeren hekwerk. De frontgevel bevat een fronton van horizontale groene planken en wordt getopt door een smeedijzeren kruis. In de beide zijgevels is er een rondboogvenster aangebracht.
In de kapel is tegen de achterwand een altaar geplaatst waarop een beeltenis van Maria, de moeder van Jezus, is geplaatst. Maria is gekleed in een wit gewaad en draagt rond haar middel een blauwe doek.